# 43-я отдельная авиационная эскадрилья ВВС Балтийского флота
43-я отдельная авиационная эскадрилья ВВС Балтийского флота (43 ОМБРЭ) —  воинское подразделение вооружённых сил  СССР в Великой Отечественной войне.

## История
Сформирована до 1939 года. Принимала активное участие в Зимней войне, прикрывая Ладожскую военную флотилию, базируясь в Новой Ладоге восемью (позднее тринадцатью) МБР-2.
На вооружении эскадрильи к началу войны состояли 40 МБР-2, сведённые в 4 отряда, базировалось подразделение в Лиепае на озере Дурбе в 40 километрах от города.
В составе действующей армии во время ВОВ c 22 июня 1941 по 20 октября 1941 года.
C началом войны эскадрилья участвует в боевых действиях по сухопутным войскам противника, совершила более 100 боевых вылетов с озера Дурбе. 25 июня 1941 года самолёты эскадрильи ошибочно атаковали советскую подводную лодку М-83. 24 июня 1941 года из Либавы перелетела на озеро Киш под Ригу, откуда до начала июля 1941 года наносила удары по наступающим на Ригу войскам противника, затем перелетела на озеро рядом с Таллином, откуда действует 4-5 дней, после чего перелетела в Копорье. До августа 1941 года  ведёт боевые действия, избегая потерь. В августе 1941 года попала под массированный целенаправленный удар немецких бомбардировщиков, в результате чего потеряла большую часть самолётов.
Официально расформирована 20 октября 1941 года.

## Полное наименование
43-я отдельная разведывательная авиационная эскадрилья ВВС Балтийского флота

## Подчинение
| Дата            | Флот            | Армия | Корпус | Полк | Примечания |
| --------------- | --------------- | ----- | ------ | ---- | ---------- |
| 22.06.1941 года | Балтийский флот | -     | -      | -    | -          |
| 01.07.1941 года | Балтийский флот | -     | -      | -    | -          |
| 10.07.1941 года | Балтийский флот | -     | -      | -    | -          |
| 01.08.1941 года | Балтийский флот | -     | -      | -    | -          |
| 01.09.1941 года | Балтийский флот | -     | -      | -    | -          |
| 01.10.1941 года | Балтийский флот | -     | -      | -    | -          |

## Командиры
- капитан Вахтерман Илья Яковлевич, по июль 1941, (застрелен по ошибке погранзаставой НКВД при рекогносцировке гидроаэродрома 5.7.1941 г.)
- капитан Кичигин, Иван Фёдорович с июля 1941